# Halle Open 2025
Halle Open 2025 (cunoscut din motive de sponsorizare ca Terra Wortmann Open) a fost un turneu de tenis masculin care s-a jucat pe terenuri de iarbă în aer liber. A fost cea de-a 32-a ediție a Halle Open și a făcut parte din seria ATP 500 a circuitului ATP din 2025. Acesta a avut loc la OWL Arena din Halle, Renania de Nord-Westfalia, Germania, între 16 iunie și 22 iunie 2025.

## Campioni

### Simplu
Pentru mai multe informații consultați Halle Open 2025 – Simplu

### Dublu
Pentru mai multe informații consultați Halle Open 2025 – Dublu

## Puncte și premii în bani

### Distribuția punctelor
| Probă  | Câștigător | Finalist | Semifinalist | Sfertfinalist | Runda 3 | Runda 2 | Runda 1 | Q  | Q2 | Q1 |
| Simplu | 500        | 330      | 200          | 100           | 50      | 25      | 0       | 25 | 13 | 0  |
| Dublu  | 500        | 300      | 180          | 90            | 0       | N/A     | N/A     | 45 | 25 | 0  |

### Premii în bani
| Probă  | Câștigător | Finalist  | Semifinalist | Sfertfinalist | Runda 2  | Runda 1  | Q2       | Q1      |
| Simplu | 471.755 €  | 253.790 € | 135.255 €    | 69.100 €      | 36.885 € | 19.670 € | 10.080 € | 5.655 € |
| Dublu* | 154.930 €  | 82.620 €  | 41.800 €     | 20.910 €      | 10.820 € | N/A      | N/A      | N/A     |

*per echipă